# يوسف أحمدي
قاري محمد يوسف أحمدي (بالبشتوية: قاري محمد یوسف احمدى)‏ هو أحد المتحدثين باسم طالبان، والآخر هو ذبيح الله مجاهد. في عام 2006، اتصل أحمدي برويترز وأسوشيتد برس وكنديان برس وأفغاني إسلامي برس عبر هاتف يعمل بالأقمار الصناعية لتقديم رسائل لطالبان فيما يتعلق بجنوب أفغانستان.
في أغسطس 2008 بدأ اسمه بالظهور مرة أخرى كمحور لعدد من المقابلات الصحفية الكندية مع توبي كوهين، والتي نصح فيها الكنديين بضرورة انتخاب رئيس وزراء يسحب القوات الكندية في أفغانستان. ونُقل عن أحمدي قوله إن «الانتخابات تجري في كندا. وهذا هو سبب زيادة هجماتنا على الكنديين». ويُزعم أيضًا أنه قال إن طالبان «لا تريد القتال مع الكنديين، في الواقع نريد خلق صداقة مع الكنديين».
في نوفمبر 2012، استخدم أحمدي بالخطأ CC بدلاً من BCC عند إرسال بريد إلكتروني لبيان صحفي روتيني لطالبان، وكشف أسماء وعناوين البريد الإلكتروني لأكثر من 400 من اتصالات طالبان الصحفية. وتألفت القائمة في الغالب من الصحفيين، بالإضافة إلى عناوين البريد الإلكتروني التي ربما كانت ملكًا لمشرع أفغاني، وحاكم إقليمي، وأكاديميين، ونشطاء، ولجنة استشارية أفغانية، وممثل لقلب الدين حكمتيار.
يشار إلى أحمدي كمساهم ومحرر في مجلة طالبان الصمود. في أبريل 2014، تحدث بالتفصيل عن انتحاري استخدم دراجة نارية لاغتيال 50 جنديًا أمريكيًا وحليفًا.
يظهر خطه الثانوي أيضًا على منشورات على الإنترنت باللغة الإنجليزية تدعي الإبلاغ عن أنشطة المتمردين.
في 24 أغسطس 2021، قدم ذبيح الله مجاهد أحمدي في مؤتمر صحفي.

## حياته
ولد محمد يوسف أحمدي عام 1970 في ولاية زابل جنوب أفغانستان، وهو متزوج ولدية أربعة أبناء وثلاث بنات.